# فهرست کشورها بر پایه گاز قابل بازیافت شیل

نقشه‌ای از ۴۸ حوضه شیل در ۳۸ کشور؛ بر پایه اطلاعات اداره اطلاعات انرژی آمریکا در ۲۰۱۱ میلادی

کشورهای بر پایه گاز قابل بازیافت شیل بر پایه اطلاعات جمع‌آوری شده از سوی اداره اطلاعات انرژی آمریکا نماینده وزارت انرژی ایالات متحده آمریکا مرتب شده است. .

## کشورها
|    | کشور                | منابع قابل بازیافت تخمین‌زده شده (تریلیون فوت مکعب) | تاریخ اطلاعات |
| -- | ------------------- | -------------------------------------------------- | ------------- |
| -  | تمامی جهان          | ۷٬۲۹۹                                              | ۲۰۱۳          |
| ۱  | چین                 | ۱٬۱۱۵                                              | ۲۰۱۳          |
| ۲  | الجزایر             | ۸۰۲                                                | ۲۰۱۳          |
| ۳  | آرژانتین            | ۷۰۷                                                | ۲۰۱۳          |
| ۴  | ایالات متحده آمریکا | ۶۶۵                                                | ۲۰۱۳          |
| ۵  | کانادا              | ۵۷۳                                                | ۲۰۱۳          |
| ۶  | مکزیک               | ۵۴۵                                                | ۲۰۱۳          |
| ۷  | استرالیا            | ۴۳۷                                                | ۲۰۱۳          |
| ۸  | آفریقای جنوبی       | ۳۹۰                                                | ۲۰۱۳          |
| ۹  | روسیه               | ۲۸۵                                                | ۲۰۱۳          |
| ۱۰ | برزیل               | ۲۴۵                                                | ۲۰۱۳          |
| -  | دیگر نقاط جهان      | ۱٬۵۳۵                                              | ۲۰۱۳          |